# Палета, Доминика
Доминика Палета (исп. Dominika Paleta) (23 октября 1972, Краков, Польша) — мексиканская актриса, продюсер и телеведущая, старшая сестра мексиканской актрисы и певицы Людвиги Палеты. Рост — 1,67 м.

## Биография
Родилась 23 октября 1972 года в Кракове в семье Збигнева Палеты и Барбары Пасиорек Ковалёвки, спустя 6 лет родилась её младшая сестра Людвига. Она, её младшая сестра и родители переехали в Мексику, так как ее отец Збигнев Палета, посвятивший себя музыке, получил предложение о работе в Мехико. В 1989 году когда начались пробы на телесериал Карусель, предложила своей младшей сестре отправиться на них и Людвиге Палете улыбнулась удача — она успешно прошла пробы и снялась в телесериале, также Людвига Палета взяла с собой на съёмки свою близкую подругу и одноклассницу, Флор Эдуарду Гурролу и ей также улыбнулась удача — она также успешно прошла пробы.
В детстве появлялась в рекламе и время от времени в спектаклях. В 1992 году снялась в роли Элисы Канто в телесериале Дедушка и я, где её младшая сестра сыграла главную роль Алехандры, а её близкая подруга Флор Эдуарда Гуррола сыграла роль Ёйи. Также актриса там занимала должность ассистентки продюсера. Всего актриса снялась в 33 работах в кино и телесериалах, у её младшей сестры 43 работы в кино и телесериалах. Перед съёмками телесериала Дедушка и я актриса предложила своей младшей сестре украсить телесериал вокалом — все песни, прозвучавшие там были выполнены голосом Людвиги Палеты.
В 1997 году она снялась в мыльной опере «Любимый враг», где актриса сыграла главную роль. После первой главной роли, где она продемонстрировала свой талант и великолепный характер, её стали приглашать на съёмки в телесериалы.
После демонстрации ее великолепных актерских способностей продюсеры пригласили ее участвовать в различных мыльных операх, где она начала играть отрицательные роли, например, Хема из Узурпаторши в 1998 году и Анабелла Рольдан из Злоумышленницы в 2001 году, в которых её персонажи заслужили признание критиков.
В 2004 году молодая актриса подписала контракт с сетью Telemundo и снялась в таких постановках, как El Alma Рана (2004), разделив роли с Ребеккой Джонс и Итати Кантораль. В 2005 году она снялась в телесериале «Лос-Платеадос» вместе с Маурисио Исласом и Тамарой Монсеррат с Умберто Зуритой в роли злодейки. Актриса участвовала в других телесериалах: Locura de amor и Por un Kiss, все в специальных постановках.
В 2007 году она попробовала себя в роли телеведущей — вела телепередачу «Взросление», ориентированной на мам с маленькими детьми. Также в том же году она снялась в эпизоде телесериала Trece Miedos. В 2008 году она снова сыграла злодейку в теленовелле «Эль-Хурадо», постановке Telemundo, основанной на романе «Ложь» по сценарию Каридад Браво Адамс; и где он разделяет заслуги с Натальей Стрейнар, Освальдо Риосом и Сусаной Досамантес и другими. В том же году она вернулась на Televisa в постановке Никандро Диаса «Mañana es para siempre», где он снимался в сценах с такими актерами, как Лусеро, Сильвия Наварро, Фернандо Колунга и Рохелио Герра; и дал жизнь Лилиане Элизальде. Она участвовала также в ряде театральных постановок, наиболее известным спектаклем стал «Монологи вагины». Она изучала историю искусств в Ибероамериканском университете в Мехико. В совершенстве владеет испанским, английским и польским языками.
В 2009 году она попробовала себя в роли мастерицы дубляжа, воссоздавая голос в фильме «Динь-Динь и потерянное сокровище», в этой постановке Диснея актриса была рассказчиком истории, для испанского распространения фильма по всей Латинской Америке, для такие страны, как Мексика, Аргентина, Чили, Венесуэла и другие.
В январе 2010 года продюсер Никандро Диас Гонсалес, с которым она ранее работала, пригласил её сыграть главную роль в теленовелле Я твоя хозяйка, версии телесериала Хозяйка 1995 года, вместе с Фернандо Колунгой и Габриэлой Спаник, но она решила не участвовать, потому что на горизонте у нее были и другие проекты: кино и театр. В итоге главную роль отдали Лусеро.
В 2010 году она работала в мексиканской версии «Женщины-убийцы», где сыграла роль «Марии-фанатики». Сальвадор Мехия Алехандре также утвердил ее на роль в телесериале «Триумф любви» в этой теленовелле, которую, среди прочего, сыграл Уильям Леви.
В 2012 году, после нескольких лет разлуки, Доминика и Людвика Палета вернулись в театр и сыграли роли в спектакле «Мардигера».
В 2013 году Игнасио Сада Мадеро позвонил ей, чтобы она выступила в телесериале Моя любовь навсегда, где она сыграла главную злодейку Соню Аренас.
В 2015 году она снялась в теленовелле Лучше умереть, чем быть как Личита, где она сыграла главную злодейку Шейлу, жену персонажа Арата де ла Торре.
В 2016 году продюсер Роберто Гомес Фернандес подтвердил, что она станет одной из главных героинь телесериала Отель секретов, версии испанского телесериала Большой отель.
В 2020 году она вернулась в качестве приглашенной актрисы в телесериал телекомпании Netflix «Бунтарь», где особенно появилась, сыграв Марину.
В 2022 году он сыграла главную роль Бернарды Диас в сериале телекомпании Star+, «Прайм-тайм» вместе с Оскаром Хаэнадой и Элой Фельден.
В 2023 году она снялась в сериале телекомпании Vix+ на платформе TelevisaUnivision в детективном сериале «Помимо тебя» вместе с Себастьяном Рульи.

## Фильмография

### Актриса

#### Телесериалы
- 1985-2007 — Женщина, случаи из реальной жизни
- 1992 — Дедушка и я — Элиса Канто.
- 1997 — Любимый враг — Джессика Гуихано Проаль.
- 1998 — Узурпаторша — Хема Дуран Брачо.
- 1999 — Мятежная душа — Грасиэла.
- 1999-2000 — Три женщины — Ракель Лердо Муньос.
- 2000 — Безумие любви — Памела.
- 2000-02 — За один поцелуй — Фернанда Лавалье де Диас де Леон.
- 2001 — Злоумышленница — Анабелла Рольдан.
- 2003-04 — Раненая душа — Патрисия Арайса.
- 2005 — Полюби врага своего — Лусиана Кастаньеда.
- 2007 — 13 страхов — Эрика.
- 2008 — 
  - Женщины-убийцы — Мария.
  - Клятва — Альма Роблес Конде.
- 2008-09 — Завтра — это навсегда — Лилиана Элисальде Ривера.
- 2010-11 — Триумф любви — Химена де Альба (номинация на премию People en Español в категории «лучшая злодейка»[1]).
- 2013-14 — Моя любовь навсегда — Сония.
- 2015-16 — Лучше умереть, чем быть как Личита — Шейла.
- 2016 — Отель секретов — София Аларкон.
- 2017 — Беги, койот беги — Росе.
- 2018 — По словам Биби
- 2020 — Криминальная история: Поиски — Мадрина Аманда.
- 2021 — Мятежники: Новое поколение — Марина Фунтанет.
- 2023 — Помимо тебя[2]

#### Фильмы
- 2003 — Леди ночи — Гостья Лила.
- 2005 —
  - Обычная ночь — Клаудия.
  - Я был занят поиском ответов, а ты просто занимался реальной жизнью — Водитель.
- 2011 — 
  - Вспоминая моих печальных шлюх — Химена.
  - Другая семья — Луиса.
- 2015 — Панчо Вилья: Дорога страсти — Хуана Торрес.
- 2019 — Мой папа — пират — Беа.
- 2021 — Кукла. Последнее проклятие — Мариана.
- 2022 — Миррейес против Годинеса 2 — Катия Сан Мартин.

### Продюсер

#### Телесериалы
- 1992 — Дедушка и я — ассистентка продюсера.

## Театральные работы
- 2004 — Испытание
- 2008 — Монологи вагины
- 2012 — Нора[3]
- 2013 — Штаб-квартира
- 2021 — Мама, их всего два

## В качестве телеведущей
- 2007 — Взросление

## Участие в телепередачах в качестве гостьи
- 2013 — Сегодня ночью с Платанито